# Лицарі чорного озера
«Лицарі чорного озера» (азерб. «Qara gölün cəngavərləri») — радянський історико-революційний художній фільм, знятий у 1984 році режисером Енвером Аблучем на кіностудії «Азербайджанфільм». Екранізація повісті Сулеймана Велієва «Кулик». Прем'єра фільму відбулася 24 березня 1985 року.

## Сюжет
Дія відбувається у 1905 році під час першої російської революції в селищі робітників-нафтовиків. Через нестерпні умови праці робітники починають страйкувати. Герої фільму — діти і підлітки, які також як і дорослі, страждають від труднощів побуту і важкої роботи — разом з дорослими вони беруть участь у революційній боротьбі з експлуататорами та перших страйках нафтовиків. Фільм автобіографічний.

## У ролях
- Натіг Абдуллаєв — Аліш
- Камран Ахмедов — Фарух
- Хашим Гадоєв — Кулі
- Гасан Аблуч — Джамшид Гусейнов
- Гаджимурад Ягізаров — Фаттахов
- Борис Гусаков — Василь
- Кямран Шахмарданов — Чібі
- Вугар Касимов — епізод
- Камран Джалолов — Ібіс
- Ніджат Керімов — Явар
- Гюнай Рагімова — Сурья
- Земфіра Садихова — Фатьма
- Алі Самедов — Самед
- Гаджи Ісмайлов — Бакір
- Рафік Алієв — епізод
- Раміз Мяліков — Подорупич
- Валіхад Валієв — Мустафаєв
- Мухтар Авшаров — епізод
- Мухтар Манієв — епізод
- Самандар Рзаєв — Агакерим

## Знімальна група
- Режисер — Енвер Аблуч
- Сценаристи — Еміль Агаєв, Сулейман Велієв, Юрій Чулюкін
- Оператор — Кенан Мамедов
- Композитор — Мобіль Бабаєв
- Художник — Рафіс Ісмайлов